# Woodridge (Nouvelle-Zélande)
Pour les articles homonymes, voir Woodridge.
Woodridge est une des banlieues située au nord de Wellington qui est la capitale de la Nouvelle-Zélande dans le sud de l’Île du nord.

## Situation
Elle est située entre les banlieues de Newlands et celle de Paparangi.
Elle est limitée au nord par la ville de Grenada, à l’est par celle de Horokiwi, au sud par Paparangi, au sud-ouest par Glenside, et à l’ouest par Newlands.

## Population
Woodridge a une population de 1 605 habitants selon le recensement de 2018, en augmentation de 339 personnes depuis le recensement de 2013 et de 630 personnes depuis celui de 2006.

## Histoire
Woodridge a vu le jour lorsque Norman Wright acheta la ferme laitière de Newlands dairy farm à JS Meadowcroft (qui possédait aussi le domaine de Broadmeadows) et commença à diviser le terrain en lots.
La famille Wright a choisi le thème des arbres et du bois, ainsi la plupart des rues portent des noms d’arbres.
En 2011, la moitié des maisons prévues (environ 200) avaient été construites.
Un échange de terrains avec le Wellington City Council (en) permit le développement d’une promenade vers le parc de Seton Nossiter ,.